# 沈昌瑞
沈昌瑞，（1920年—2010年），江蘇蘇州吳縣人，上海光華大學畢業，曾任國民政府軍政部長陳誠英文秘書，後赴美獲哥倫比亞大學中美關係碩士，在聯合國秘書處任職多年，於1981年自聯合國退休。擔任駐美代表處及經文處顧問20餘年。
沈昌瑞之兄沈昌煥為中華民國「外交教父」之稱著名外交官。與「橋牌女皇」楊小燕結婚近20年之後離婚。